# Fw 186 (航空機)
フォッケウルフ Fw 186
- 用途：汎用連絡機
- 製造者：フォッケウルフ
- 運用者：ドイツ空軍
- 初飛行：1937 年
- 生産数：2 機
- 運用状況：試作のみ

フォッケウルフ Fw 186は1930年代にフォッケウルフ航空機製造株式会社が試作したオートジャイロである。

## 概要
1920年代に、イギリスのシェルバ社のオートジャイロのライセンス生産権を購入したフォッケウルフ社は、20年代後半から30年代前半にかけてのシェルバ C.19、シェルバ C.30の製造を経て、オートジャイロの開発ノウハウを得た。
そして1935年、ドイツ空軍の要求する汎用連絡機の競争試作に自社開発のオートジャイロで参加することを決め、フォッケウルフ社の試作機はFw 186の開発番号を与えられた。
フォッケウルフ社では自社製の練習機であるFw 56から、パラソル翼と固定脚を除いた、胴体とエンジンと駆動装置を丸ごと流用し、Fw 186を開発する事にした。単座の胴体は複座のタンデムシートに改められた。
しかし競争試作はFi 156 シュトルヒに敗れ、2機が作られたにとどまった。

## 性能諸元
- エンジン： アルグス As 10C 空冷倒立V型8気筒 240 hp